# 興部町国保病院
興部町国民健康保険病院（おこっぺちょうこくみんけんこうほけんびょういん）は北海道紋別郡興部町にある医療機関である。

## 診療科
出典
- 内科
- 外科
- 皮膚科

## 交通
出典
- 北紋バス 興部 徒歩5分 紋別～興部
- 名士バス 興部 徒歩5分 名寄～興部
- 北紋バス・名士バス 興部（道の駅）バス停より徒歩1分